# Athyrium wagnerianum
Athyrium wagnerianum là một loài dương xỉ trong họ Athyriaceae. Loài này được Milde mô tả khoa học đầu tiên năm 1870.
Danh pháp khoa học của loài này chưa được làm sáng tỏ. 